# Ratna Vajra Rinpoche
Ratna Vajra Rinpoche (nacido el 19 de noviembre de 1974) es un maestro budista tibetano que se desempeñó como el 42.º Sakya Trizin de 2017 a 2022. Es considerado uno de los maestros de linaje más calificados de las tradiciones esotérica y exotérica de la filosofía y la meditación budista. Es descendiente de la famosa familia Khon en el Tíbet que mantiene un linaje ininterrumpido de grandes y famosos maestros que lleva más de mil años. Es el hijo mayor del 41.º Sakya Trizin Ngawang Kunga . Enseña budismo y viaja extensamente por Europa, Asia, Australia, Nueva Zelanda y América del Norte. Ratna Vajra fue entronizado como cabeza de la escuela Sakya el 9 de marzo de 2017.  El 16 de marzo de 2022, Ratna Vajra pasó el trono de la escuela Sakya a su hermano menor Gyana Vajra, quien se convirtió en el 43.º Sakya Trizin.

## Educación
Desde su nacimiento, Rinpoche ha recibido bendiciones, empoderamientos, iniciaciones y enseñanzas de muchos de los principales lamas y eruditos de esta era. La mayoría de estos fueron otorgados por el 41.º Sakya Trizin y otros fueron otorgados por el 14.º Dalai Lama, Chogye Trichen Rinpoche (1920–2007), Luding Khenchen Rinpoche y Dezhung Rinpoche (1906–1987).  Además de recibir muchas iniciaciones y enseñanzas del Sakya Trizin 41, también aprendió de él muchas facetas de los rituales tradicionales.
En el día 14 del mes lunar tibetano 11, el aniversario de Sakya Pandita (20 de diciembre de 1980), comenzó a recibir del Sakya Trizin 41 el ciclo de las preciosas enseñanzas poco comunes de Lam Dre. Los recibió por primera vez en el monasterio Sakya Thubten Namgyal Ling en Puruwala, India.
A la edad de seis años, comenzó su educación formal bajo la tutela del Venerable Rinchen Sangpo. Hizo su primer examen oral el 10 de octubre de 1981 en presencia de su tutor el Sakya Trizin 41 y miembros destacados del Centro Sakya. Los temas abordados fueron El recuerdo de la triple gema, el Sutra de los tres montones, el Sutra de la confesión, las oraciones del linaje extendido del Gurú y varios otros textos. Desde entonces, ha realizado muchos exámenes orales, incluidos aquéllos en los que tuvo que dirigir rituales especiales en el Centro Sakya. En 1986 realizó su primer retiro de meditación junto a su madre, Gyalyum Kushok Tashi Lhakee.
En 1987, cuando Rinpoche tenía catorce años, aprobó su primer examen importante en el Centro Sakya, Rajpur, India. Dos años más tarde, completó todos sus estudios básicos de diferentes rituales y escrituras. Al año siguiente ingresó al Sakya College y estudió allí durante siete años. Durante ese tiempo, estudió filosofía budista. Khenpo Ngawang Lekshey Kunga Rinpoche (aka. Khenpo Migmar Tsering. 1955–1999) fue su principal maestro. En 1998, se graduó con un título de Kachupa, que es equivalente a una licenciatura .

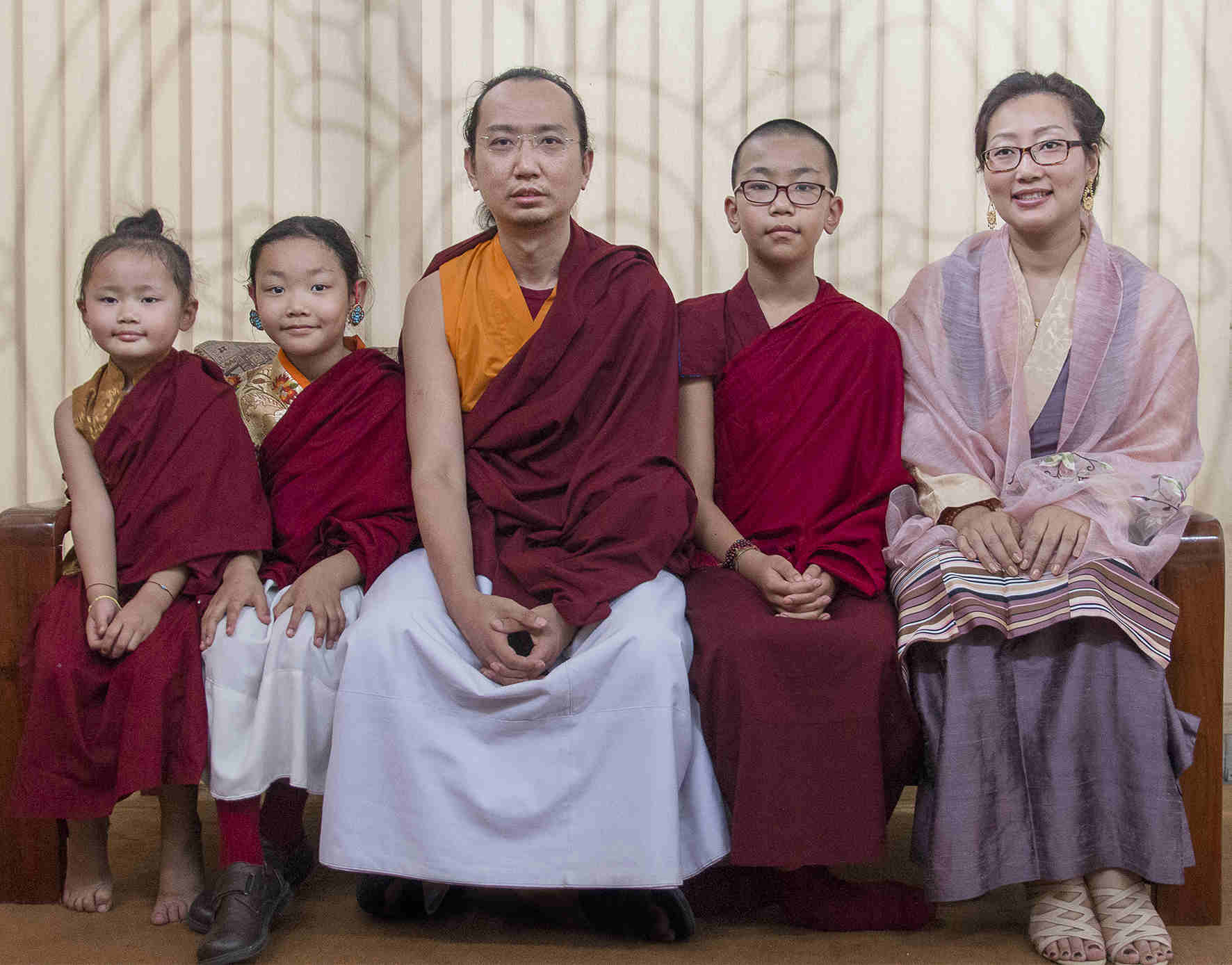
Ratna Vajra Rinpoche con su familia

Desde su adolescencia hasta la edad adulta, Rinpoche ha buscado y recibido numerosas enseñanzas de los grandes eruditos Sakya, incluidos Khenchen Appey Rinpoche (1927–2010), Khenpo Kunga Wangchuk Rinpoche (1921–2008) y Khenpo Lungrik Senge. También ha realizado muchos retiros sobre las principales deidades de la tradición Sakya.

## Familia
El 12 de septiembre de 2002, Ratna Vajra Rinpoche se casó con Dagmo Kalden Dunkyi. Su primera hija, Jetsunma Kunga Trinley Palter Sakya, nació el 2 de enero de 2007, el Día del Parinirvana de Sakya Pandita, que se considera auspicioso según la costumbre tibetana. 
Su hijo, Dungsay Akasha Vajra Rinpoche, nació el 27 de marzo de 2010, el día 12 del segundo mes del calendario tibetano, el aniversario del Paranirvana de Jetsun Drakpa Gyaltsen .  Su nacimiento estuvo acompañado de un ligero terremoto en Nueva Delhi donde nació. Tal evento se considera un signo auspicioso según la creencia tibetana. Presagia que un gran ser ha entrado en este mundo. El 24 de enero de 2013 nació su segunda hija, Jetsunma Kunga Chimey Wangmo Sakya, en Dehradun, India.
Ratna Vajra Rinpoche supervisa la gestión de muchos monasterios Sakya y centros Sakya en todo el mundo.